# Hernando Ramírez Carlos
Hernando Ramírez Carlos, destacado deportista colombiano de la especialidad de Ecuestre que fue campeón suramericano en Medellín 2010.

## Trayectoria
La trayectoria deportiva de Hernando Ramírez Carlos se identifica por su participación en los siguientes eventos nacionales e internacionales:

### Juegos Suramericanos
Fue reconocido su triunfo de ser el décimo séptimo deportista con el mayor número de medallas de la selección de  Colombia en los juegos de Medellín 2010.

#### Juegos Suramericanos de Medellín 2010
Su desempeño en la novena edición de los juegos, se identificó por ser el quincuagésimo cuarto deportista con el mayor número de medallas entre todos los participantes del evento, con un total de 4 medallas:

- , Medalla de oro: Salto Total
- , Medalla de oro: Ecuestre Salto Equipo
- , Medalla de plata: Ecuestre Salto Individual
- , Medalla de plata: Ecuestre Velocidad y Destreza